# Ommata lateralis
Ommata lateralis är en skalbaggsart som beskrevs av Fisher 1952. Ommata lateralis ingår i släktet Ommata och familjen långhorningar. Inga underarter finns listade i Catalogue of Life.